# Festival de la Cançó d'Eurovisió 1994
El XXXIX Festival de la Cançó d'Eurovisió fou retransmès el 30 d'abril de 1994 en Dublín, Irlanda. Els presentadors van ser Cynthia Ní Mhurchú i Gerry Ryan, i la victòria va ser per tercer any consecutiu per a Irlanda, amb Paul Harrington & Charlie McGettigan i la cançó "Rock 'n' Roll Kids".

## Resultats

Països participants.
Països que hi van participar al passat però no el 1994.

| 1                                                                                | Romania                           | Dan Bittman                                 | Dincolo de nori             | 21 | 14  |
| 2                                                                                | Islàndia                          | Sigga                                       | Nætur                       | 12 | 49  |
| 3                                                                                | Suïssa                            | Duilio                                      | Sto pregando                | 20 | 15  |
| 4                                                                                | Hongria                           | Friderika Bayer                             | Kinek mondjam el vétkeimet? | 4  | 122 |
| 5                                                                                | Alemanya                          | MeKaDo                                      | Wir geben 'ne Party         | 3  | 128 |
| 6                                                                                | Xipre                             | Evridiki                                    | Ime anthropos ki ego        | 11 | 51  |
| 7                                                                                | Portugal                          | Sara Tavares                                | Chamar a música             | 8  | 73  |
| 8                                                                                | Croàcia                           | Tony Cetinski                               | Nek' ti bude ljubav sva     | 16 | 27  |
| 9                                                                                | Lituània                          | Ovidijus Vyšniauskas                        | Lopšinė mylimai             | 25 | 0   |
| 10                                                                               | Estònia                           | Silvi Vrait                                 | Nagu merelaine              | 24 | 2   |
| 11                                                                               | França                            | Nina Morato                                 | Je suis un vrai garçon      | 7  | 74  |
| 12                                                                               | Malta                             | Chris & Moira                               | More than Love              | 5  | 97  |
| 13                                                                               | Irlanda                           | Paul Harrington & Charlie McGettigan        | Rock'n'Roll Kids            | 1  | 226 |
| 14                                                                               | Regne Unit                        | Frances Ruffelle                            | We Will Be Free             | 10 | 63  |
| 15                                                                               | Suècia                            | Marie Bergman & Roger Pontare               | Stjärnorna                  | 13 | 48  |
| 16                                                                               | Espanya                           | Alejandro Abad                              | Ella no es ella             | 18 | 17  |
| 17                                                                               | Rússia                            | Youddiph                                    | Vyechniy strannik           | 9  | 70  |
| 18                                                                               | Polònia                           | Edyta Górniak                               | To nie ja!                  | 2  | 166 |
| 19                                                                               | Grècia                            | Kostas Bigalis & The Sea Lovers             | To trehandiri (Diri diri)   | 14 | 44  |
| 20                                                                               | Finlàndia                         | CatCat                                      | Bye Bye Baby                | 22 | 11  |
| 21                                                                               | Eslovàquia                        | Martin Ďurinda & Tublatanka                 | Nekonečná pieseň            | 19 | 15  |
| 22                                                                               | República de Bòsnia i Hercegovina | Alma & Dejan                                | Ostani kraj mene            | 15 | 39  |
| 23                                                                               | Noruega                           | Elisabeth Andreassen & Jan Werner Danielsen | Duett                       | 6  | 76  |
| 24                                                                               | Països Baixos                     | Willeke Alberti                             | Waar is de zon?             | 23 | 4   |
| 25                                                                               | Àustria                           | Petra Frey                                  | Für den Frieden der Welt    | 17 | 19  |
| Lloc: Point Theatre - Dublín, Irlanda                                            |                                   |                                             |                             |    |     |
| * Els països en negreta van aconseguir la classificació per al Festival de 1995. |                                   |                                             |                             |    |     |